# Юкигассен
Юкигассен (яп. 雪合戦 юкигассэн) (от "снег" (яп. 雪 юки) и "битва" (яп. 合戦 кассэн)) — командная игра в снежки, появившаяся в конце 1980-х в Японии. В настоящее время ежегодные соревнования проводятся в Японии, Швеции, Финляндии, Армении, России и Норвегии.

## История
Игра «юкигассен» возникла из обычной игры в снежки в 1987 году. В 1988 году в городе Собэцу (яп. 壮瞥町 Со:бэцутё:) (Хоккайдо) были приняты правила юкигассена, впоследствии ставшие всеяпонскими.
25 февраля 1989 года там же прошёл первый Всеяпонский чемпионат по юкигассену Сёва-Синдзан (яп. 昭和新山 Сё:васиндзан). В 1991 году в чемпионате участвовало уже 156 мужских команд и 15 команд в свежесозданной женской секции соревнований.
В 1993 году была образована Японская федерация юкигассена, на встрече которой в 2000 году были установлены ныне действующие правила.
С 1995 года соревнования также проводятся в Кемиярви (Финляндия), с 2005 — в Вардё (Норвегия), с 2007 года — в Маунт Буллер (штат Виктория, Австралия), с 2009 — в Лулео (Швеция).
Российская команда впервые приняла участие в норвежском чемпионате в 2006 году. С 2006 года в Мурманске проводятся соревнования по юкигассену. В 2014 соревнования проводились и в городе Апатиты. Команда Апатитов заняла 3-е место в Чемпионате Европы в 2013 году. С 2015 года соревнования начали проходить в Архангельске.
С 2019 года действует федерация юкигассена Армении Архивная копия от 16 февраля 2020 на Wayback Machine, которая организовывает как всеармянский турнир так и Лигу Чемпионов по игре Юкигассен.

## Правила
Правила игры чрезвычайно просты, но в ней важна не только физическая подготовка, но и стратегический склад ума.

Цель игры — захват флага команды противника путём снятия его с подставки и выбивание игроков противника снежками. Перед началом игры обе команды возводят на ровной площадке укрепления из снега. Во время игры за ними прячутся от снежков противника.

Игровой матч идёт три периода, по три минуты каждый с перерывами по 1 минуте. На период выдаётся по 90 снежков. Команда, выигравшая два периода из трех, становится победителем матча. Выигрыш определяется захватом флага или большим числом оставшихся в игре игроков.

### Команда
Команда состоит из 10 человек: семь игроков, два запасных и капитан. Из 7 игроков: Трое — защитники, четверо — нападающие. Если в команде на начало периода меньше 7 игроков, она допускается к игре, но противнику даётся по 1 очку за каждого отсутствующего игрока.
Защитники могут использовать всё поле целиком, а нападающие — только центральную его часть. Если нападающий заступает за границу поля или «двора», он выбывает из игры. Если защитник заступает за границу поля, он выбывает из игры.
На половине противника может находиться не более 4 активных игроков команды. Если за центральную линию заступает четвёртый, команда объявляется проигравшей период со счётом 0-10.
Замены производятся в перерыве между периодами. В процессе замены игроки обмениваются жилетками с номерами.
В процессе игры игроки пытаются «выбить» игроков другой команды снежками. Игрок, в которого попал снежок, выбывает из игры. Когда какая-либо из команд теряет всех игроков, период заканчивается и команда проигрывает.
Если два игрока попадают друг по другу снежками, выбывают оба.

### Разметка поля
Официальные соревнования проводятся на поле 36 на 10 метров, поделённом пополам центральной линией. Две линии отделяют «дворы» команд площадью 10×8 метров. На территории каждого «двора» располагается «домашнее» укрытие 90 см в высоту, 90 см в длину и 45 см в ширину. Укрытие ставится по центру узкой стороны поля в 2 метрах от границы.
На центральной линии располагается центральное укрытие 90 см в высоту, 185 см в длину и 45 см в ширину. Кроме того, на центральной части поля располагаются 4 защитных укрытия 90×90×45.
Флаги ставятся за 2 метра от границ «дворов» каждой команды по центру.

### Экипировка
Все игроки команды обязаны носить шлем в течение всего пребывания на игровом поле. Все игроки команды должны быть одеты в жилетки с номерами: 1—4 — нападающие, 5—7 — защитники.
Запрещены шипы или металлическая обивка на ботинках, щиты любого вида и типа.

### Снежки
Перед игрой каждая команда должна сделать себе по 90 снежков диаметром от 6,5 до 7 см на каждый период игры. В процессе игры лепить снежки запрещено. Упавшие снежки можно подбирать и использовать, если снежок цел больше чем на две трети.
В процессе игры можно передавать или перекатывать снежки игрокам своей команды. Перекидывать снежки игрокам своей команды запрещено.
Игрок может запасать снежки для последующего использования (например, на вершине или за убежищем). Также любое количество снежков можно переносить в руках. Использовать одежду, жилетку с номером или другие приспособления для переноски снежков запрещено.

### Выигрыш и подсчёт очков
Команда, захватившая флаг противника, выигрывает период со счётом 10-0. Захват собственного флага даёт 0 очков.
Команда, выбившая всех игроков противника, выигрывает период со счётом 10-0.
Если период заканчивается по истечении времени, командам начисляется по 1 очку за каждого игрока, оставшегося в игре. Выигрывает команда с большим числом очков.
Матч выигрывает команда, выигравшая 2 периода из 3.

## Победители соревнований
2022
Список победителей Лиги Чемпионов по игре Юкигассен в Армении, Цахкадзор 2022 году:
Золото: UNO (Россия. Мурманск)
Серебро: SMETANA (Россия. Сборная)
Бронза: Yell Extreme Park (Армения)
2020
Список победителей Лиги Чемпионов по игре Юкигассен в Армении, Апаран 2020 году:
Золото: Team Vityazi (Россия. Архангельск)
Серебро: UNO (Россия. Мурманск)
Бронза: UParan (Армения, Апаран)
2018
Список победителей Северо-Европейского турнира в Вардё в 2018 году:
Золото: 1337 (Россия. Архангельск)
Серебро: 0 Promille (Норвегия)
Бронза: Knallisan (Норвегия)
2017
Список победителей Северо-Европейского турнира в Вардё в 2017 году:
Золото: Team Murmansk (Россия. Мурманск)
Серебро: Små Rasmus (Норвегия)
Бронза: The Flying Virgins (Норвегия)
2016
Список победителей Северо-Европейского турнира в Вардё в 2016 году:
Золото: Team Murmansk (Россия. Мурманск)
Серебро: 0 Promille (Норвегия)
Бронза: Still Rønning (Норвегия)
2012
Список победителей Северо-Европейского турнира в Вардё в 2012 году:
Золото: Yeti (Норвегия)
Серебро: Hiawatha (Норвегия)
Бронза: Team Finland (Финляндия)
2011
Список победителей второго чемпионата Швеции в Лулео в 2011 году:
Золото: Team LTU/Backyard Porsön
Серебро: Cockroaches/Exchange Students Team
Бронза: I & Co
2010
Список победителей первого чемпионата Швеции в Лулео в 2010 году:
Золото: Team LTU/Backyard Porsön
Серебро: I & Co
Бронза: Gefle Snow Warriors (г. Евле)
2007
Список победителей Северо-Европейского турнира в Вардё в 2007 году:
Золото: Hiawatha (Норвегия)
Серебро: IL Tempo Gigante (Норвегия)
Бронза: KP 55 (Финляндия)
2006
Список победителей Северо-Европейского турнира в Вардё в 2006 году:
Золото: Lapin Peurat (Финляндия)
Серебро: KP 55 (Финляндия)
Бронза: Små Rasmus etterkommere (Норвегия)
2005
Список победителей Северо-Европейского турнира в Вардё в 2005 году:
Золото: Små Rasmus etterkommere (Норвегия)
Серебро: Hiawatha (Норвегия)
Бронза: KP 55 (Финляндия)